# 72 Tauri
72 Tauri (72 Tau) è una stella bianco-azzurra di sequenza principale di magnitudine +5,5, situata nella costellazione del Toro. La sua distanza è stimata in 410,83 anni luce dal sistema solare.

## Osservazione
Si tratta di una stella situata nell'emisfero boreale celeste; grazie alla sua posizione non fortemente boreale, può essere osservata dalla gran parte delle regioni della Terra, sebbene gli osservatori dell'emisfero nord siano più avvantaggiati. Nei pressi del circolo polare artico appare circumpolare, mentre resta sempre invisibile solo in prossimità dell'Antartide. La sua magnitudine pari a 5,5, fa sì che possa essere scorta solo con un cielo sufficientemente libero dagli effetti dell'inquinamento luminoso. 
Il periodo migliore per l'osservazione di υ Tauri nel cielo serale ricade nei mesi compresi fra fine ottobre e aprile; da entrambi gli emisferi il periodo di visibilità rimane indicativamente lo stesso, grazie alla posizione della stella non lontana dall'equatore celeste.
72 Tauri appare prospetticamente molto prossima alla stella υ Tauri (di magnitudine 4,3), da cui dista 0,29°. Per questo, è talvolta indicata come υ2 Tauri nella nomenclatura di Bayer. Le due stelle tuttavia non hanno alcun legame l'una con l'altra, essendo separate da circa 260 anni luce. Né appartiene all'ammasso aperto delle Iadi, cui analogamente appare prossima prospetticamente.

## Caratteristiche fisiche
72 Tauri è una stella bianco-azzurra di sequenza principale, con una massa pari a 3,47 volte quella del Sole e raggio pari a 2,8 volte quello solare. Conseguentemente, la stella è considerevolmente più luminosa del Sole, ben 185 volte, con la sua fotosfera che raggiunge i 12689 K. L'età della stella è stimata in 38 milioni di anni.
Con una parallasse determinata da Gaia in 7,9390 ± 0,0931 mas, la distanza dal sistema solare può essere calcolata in 125,96 pc, corrispondenti a 410,83 anni luce. Avendo una velocità radiale positiva, la stella si sta ulteriormente allontanando dal sistema solare. La stella ha un moto proprio di 13,8 mas/anno, che conferma il fatto che sia molto distante dal sistema solare.
Poiché 72 Tauri si colloca in prossimità dell'eclittica, può venir occultata dalla Luna. Uno di questi episodi, nel 1985, avrebbe condotto alla scoperta di una compagna, separata 0,1″ dalla primaria. Tuttavia, questa scoperta non è stata confermata in seguito e altre fonti continuano ad indicare 72 Tauri come una stella singola.

## Ambiente galattico
72 Tauri si trova in prossimità della Nube del Toro, di cui irradia una piccola parte. La nebulosa a riflessione illuminata dalla stella, osservata già da Sven Cederblad nel 1946 e indicata Ced 34, è stata oggetto di studi volti a caratterizzare la porzione oscura del complesso. La distanza determinata mediante Gaia, coerente col valore determinato mediante Hipparcos, suggerisce che la stella si trovi in prossimità del bordo a noi più prossimo della nube. Ced 34 risulta più luminosa ad una lunghezza d'onda prossima ai 60 μm (nel lontano infrarosso), ma è visibile anche nella luce blu. Inoltre, presenta una struttura striata simile a quella di NGC 1432, che circonda la stella Maia nelle Pleiadi.